# Jakob Moll

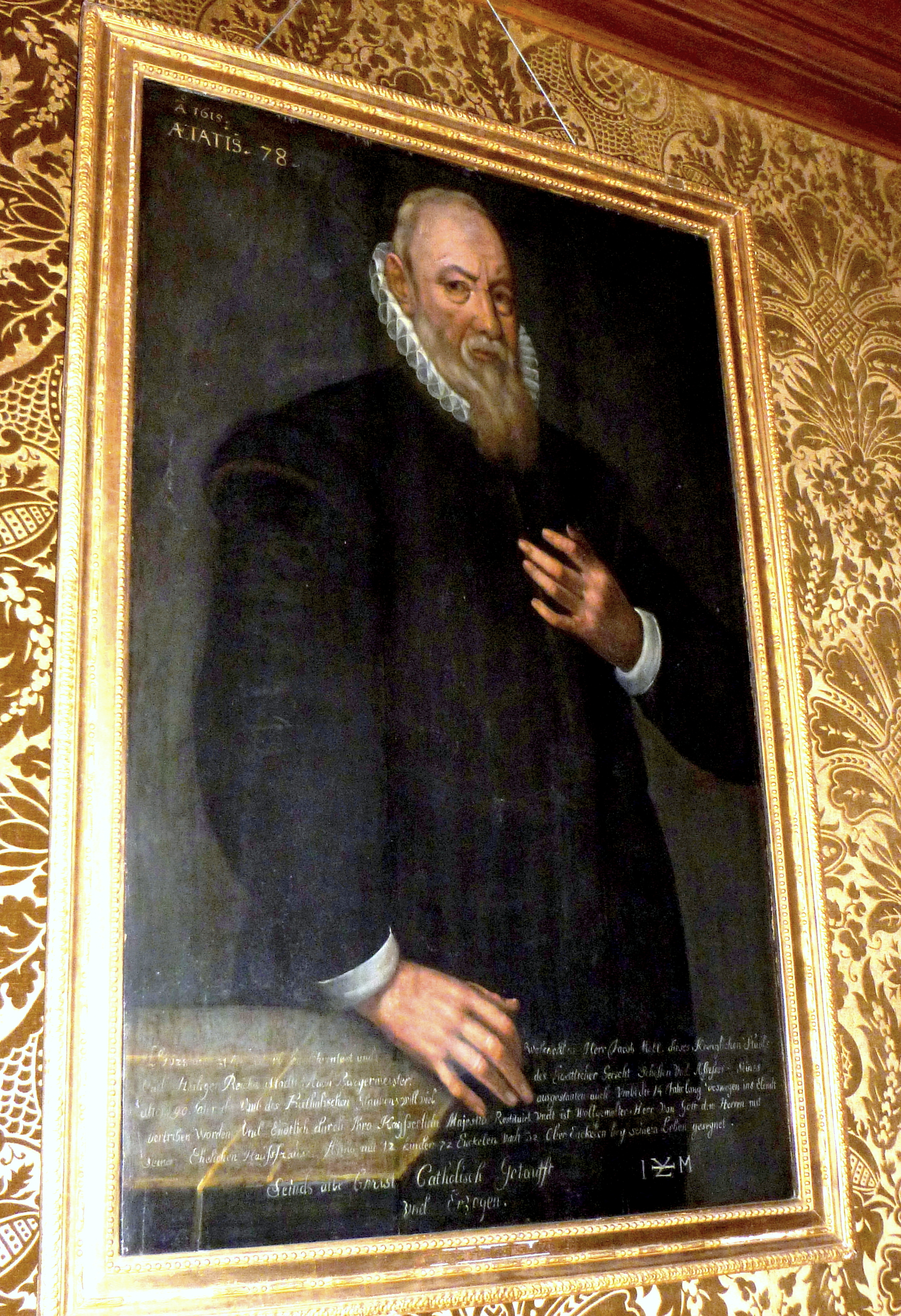
Ölgemälde eines unbekannten Malers aus dem 17. Jahrhundert im Aachener Rathaus

Jakob Moll (* 1537 in Aachen; † 24. Mai 1628 ebenda) war ein Bürgermeister der Reichsstadt Aachen.

## Leben und Wirken
Die Familie von Jakob Moll stammte aus dem späteren Würselener Ortsteil Weiden und war im 16. Jahrhundert nach Aachen gezogen, wobei seine Eltern unbekannt sind. 
In der Hauptphase der Aachener Religionsunruhen gehörte Moll zu den Vertretern der Katholiken, die sich politisch engagierten. Als im Jahr 1581 erstmals mit Johann von Lontzen und Simon II. von Engelbrecht zwei Bürgermeister aus der Reihe der Reformierten gewählt wurden, verließ Moll ebenso wie viele andere katholische Amtsinhaber die Stadt. Unter dem auf Ausgleich bedachten und ab 1582 amtierenden katholischen Bürgermeister Bonifacius Colyn kehrte Moll wieder nach Aachen zurück und übernahm später im Jahr 1590 das Amt eines Schöffen am Sendgericht. Nachdem jedoch noch im gleichen Jahr wenige Monate später die Reformierten im Rat erstmals die Mehrheit erhalten hatten, musste er erneut aus Aachen flüchten. Erst nach dem endgültigen Sturz der protestantischen Herrschaft im Jahr 1598 kehrte er am 1. September des Jahres zusammen mit Albrecht Schrick wieder in die Stadt zurück und übernahm von Simon III. Engelbrecht das Amt des Bürger-Bürgermeisters aus den Reihen der Zünfte zusammen mit Schrick, der das Amt des Schöffenbürgermeisters von Colyn besetzte. Ein Jahr später wurde Moll wieder in das Sendgericht berufen und  im Jahr 1600 zusammen mit Johann Ellerborn ein zweites Mal zum Bürgermeister gewählt.
Für seine erlittene Ächtung durch die Reformierten erhielt Moll im Jahre 1602 eine Entschädigung von 1052 Talern.
Jakob Moll war verheiratet mit Anna Schorn († 1624), Tochter des Wollhändlers Karl Schorn. Mit ihr hatte er zwölf Kinder und durch deren Familienplanung später 72 Enkel und 32 Urenkel. Seine beiden Söhne Simon und Jakob junior bekleideten in Aachen das Amt eines Baumeisters und letzterer erwarb zusammen mit seiner Frau Margaretha Braumann am 17. Februar 1608 von der Stadt das Haus „Der Kleine Klüppel“ am Adelgundistor, welches fortan über 150 Jahre in der Familie blieb.
In Erinnerung an den Bürgermeister Jakob Moll wurde im frühen 18. Jahrhundert ein Ölgemälde von einem unbekannten Maler angefertigt, das heutzutage im Büro des Oberbürgermeisters im Aachener Rathaus angebracht ist. Es zeigt Moll mit Pelzrock und Halskrause bekleidet als Halbfigur. In der linken oberen Ecke befindet sich die Inschrift: „A(NN)O 1615 / AETATIS 78“ und im unteren Bildfeld ein kurzer Nachruf, der bei späteren Restaurierungsarbeiten mehrfach leicht abgeändert worden ist. Die Initialen mit Hausmarke beziehen sich auf den gleichnamigen Sohn, der die Aufschrift auf dem Bild nach dem Tod des Vaters nachtragen ließ.

Die Inschrift lautet: 

„A(nn)o 1628 den 21a) Maib) Starb der Ehrenfest undt wohlachtbarc) Herr Jacobd) Moll, dieses) Königlichen Stuhls / undf) Heiliger Reichs Stadtt Aach Burgermeister. des Goettlicherg) Gericht Scheffen Undh) Assesser. Seines / alters 90 Jahr der Umb des Katholischen Glaubens will viel ausgestanteni) auch Umbtk) die 14 Jahr langl) deswegen Ins Elendt / vertriben Worden Undf) Endtlich durch Ihro Kaysserliche Majestät Restituirt, Undt ist Wollgemelter Herr von Gott demm) Herren mit / Seiner Ehelichen Haussfrawn) Anna mit 12 kinder 72 Enckelen vndt 32 OberEnckelen beyo) seinem Leben gesegnet. / Seindsp) alle Christ Catholisch Getaufftq) / vndf) Erzogen. / I(acob) M(oll)r)“